# Хакаінде Хічілема
Хакаінде Хічілема (англ. Hakainde Hichilema, 4 червня 1962, Монзе, Північна Родезія, нині — Південна провінція, Замбія) — замбійський політик, бізнесмен і президент Замбії з 24 серпня 2021 року. Після п'ятикратної участі у виборах в 2006, 2008, 2011, 2015 і 2016 роках і перемоги на виборах 2021 року. 12 серпня 2021 року обраний президентом Замбії, вступив на посаду 24 серпня.

## Рання життя і кар'єра
Хічілема народився в селі в районі Монзе на території сучасної Замбії. Він отримав стипендію для навчання в Університеті Замбії і закінчив його в 1986 році зі ступенем бакалавра в галузі економіки та ділового адміністрування. Після цього він отримав ступінь MBA в галузі фінансів і бізнес-стратегії в Бірмінгемському університеті в Сполученому Королівстві.

## Підприємницька діяльність
Він займав пост головного виконавчого директора Coopers and Lybrand Zambia (1994—1998) and Grant Thornton Zambia (1998—2006).

## Політична кар'єра
Хічілема є членом ліберальної політичної партії Об'єднаної партії національного розвитку. Після смерті Андерсона Мазока в 2006 році він був обраний новим президентом партії. Він також був лідером Об'єднаного демократичного альянсу, союзу трьох опозиційних політичних партій.
На виборах 2006 року Хічілема був кандидатом від Об'єднаної демократичного альянсу і балотувався проти чинного президента Леві Мванаваси від Руху за багатопартійну демократію і кандидата від Патріотичного фронту Майкла Сата. Він отримав підтримку від колишнього президента Кеннета Каунда. В результаті Гічілема зайняв 3-е місце, отримавши близько 25 % голосів.
Хічілема балотувався як кандидат Об'єднаної партії національного розвитку на виборах 2008 року, які були оголошені після смерті Леві Мванаваси. Він зайняв 3-е місце з 19,7 % голосів. У червні 2009 року партія Гічілеми уклала договір з Патріотичним фронтом Майкла Сати, щоб разом брати участь у виборах 2011 року. Однак нерішучість, глибока недовіра і звинувачення в трайбалізм з обох сторін привели до краху пакту в березні 2011 року.
У січні 2015 року Хічілема був одним з двох основних кандидатів на президентських виборах, на яких він програв з невеликим відривом в 27 757 голосів (1,66 %) кандидату правлячого Патріотичного фронту Едгару Лунгу. Він назвав вибори фікцією, але закликав своїх прихильників зберігати спокій. Знову він зіткнувся з Лунгу як основний кандидат від опозиції на президентських виборах в серпні 2016 року і знову зазнав поразки з невеликою перевагою.
У квітні 2017 року він був заарештований за підозрою в державній зраді і звинувачений в спробі повалення уряду. Він провів у в'язниці чотири місяці, перш ніж вийшов на свободу з nolle prosequi.

## Діяльність на посаді президента
Після обрання Хічілема президентом, національна валюта виросла більш ніж на 30% до долара США, що зробило Замбію лідером по зміцненню національної валюти в світі в 2021 році. Попит на номіновані в доларах США єврооблігації Замбії також різко виріс.

## Особисте життя
Хічілема одружений, дружина − Мутінта Хічілема, троє дітей. Він хрещений член Церкви адвентистів сьомого дня, а 12 грудня 2020 року його і його дружина стали Майстрами-наставниками в Лусаці. Хічілема − мільйонер і другий за величиною скотар в Замбії.
У грудні 2014 року він заперечував свою приналежність до масонів і затаврував людей, які звинувачували його в зловмисності. Він також подав до суду на єпископа Православної церкви Едварда Чомбе за наклеп після того, як той назвав його сатаністів і масоном.
Ім'я Хічілеми згадувалося в Панамських документах: у витоку говорилося, що він був директором базується на Бермудських островах компанії AfNat Resources Ltd з березня по серпень 2006 року. Компанія займалася розвідкою нікелю в Замбії та інших африканських країнах. За даними Міжнародного консорціуму журналістів-розслідувачів, «компанія була зареєстрована на лондонському ринку альтернативних інвестицій до 2010 року, коли вона була куплена канадської гірничодобувної компанією Axmin приблизно за 14 мільйонів доларів».